# Посёлок совхоза «Раздолье»
совхоза «Раздолье» — поселок в  Семилукском районе Воронежской области.
Входит в состав Губарёвского сельского поселения.

## География

### Улицы
| - ул. Березовая - ул. Лесная - ул. Молодежная - ул. Парковая - ул. Садовая - ул. Солнечная | - ул. Стародорожная - ул. Трудовая - ул. Центральная - ул. Школьная - ул. Южная - пер. Совхозный |

## Население
| 2010 |
| ---- |
| 436  |

В 2005 году население посёлка составлял 468 человек.